# エスカペイド
「エスカペイド」(Escapade)は、ジャネット・ジャクソンの楽曲。

## 概要
4枚目のスタジオ・アルバムである『リズム・ネイション1814』から3枚目のシングルとしてリリースされた。
自身出演のJALのコマーシャルソングに使用された。
ミュージック・ビデオの撮影はユニバーサル・スタジオ・ハリウッドで行われた。
アメリカの総合チャートBillboard Hot 100では3週連続で1位を記録した。

## 収録曲
エスカペイド・ザ・リミックス
1. エスカペイド (Get Away 7")
2. エスカペイド (We've Got It Made 7")
3. エスカペイド (Good Time 7")
4. エスカペイド (Housecapade)
5. エスカペイド (Shep's Good Times Mix)
6. エスカペイド (Shep's Housecapade Mix)
7. エスカペイド (Get Away Dub)
8. エスカペイド (Housecapade Dub)
9. エスカペイド (I Can't Take No More Dub)
10. エスカペイド (LP Version)